# Saprinus subnitescens
Saprinus subnitescens är en skalbaggsart som beskrevs av Heinrich Bickhardt 1909. Saprinus subnitescens ingår i släktet Saprinus och familjen stumpbaggar. Arten har ej påträffats i Sverige. Inga underarter finns listade i Catalogue of Life.